# NSU Ro 80
NSU Ro 80 – samochód osobowy klasy średniej-wyższej produkowany przez niemieckie przedsiębiorstwo motoryzacyjne NSU Motorenwerke w latach 1967–1977.

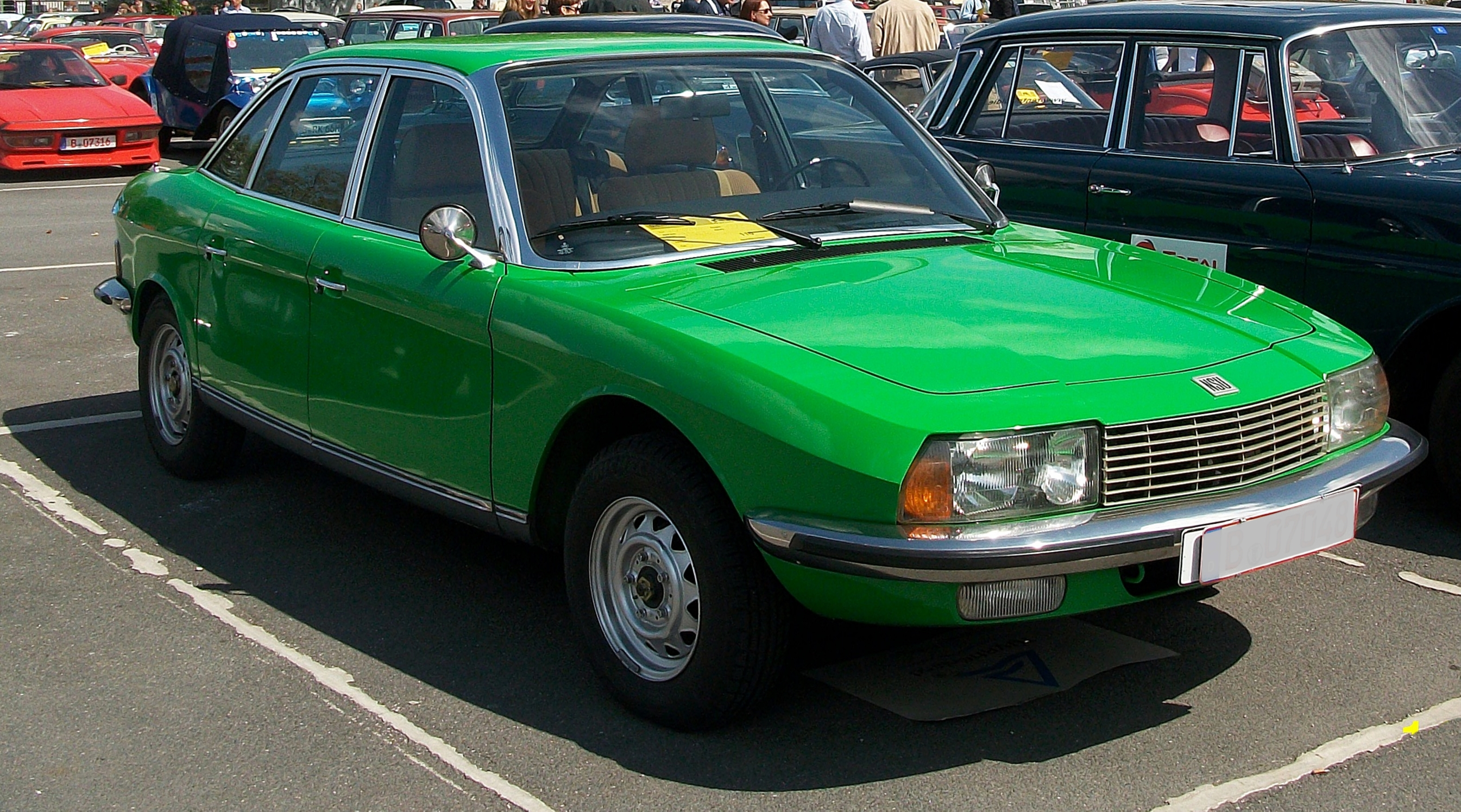
NSU Ro 80

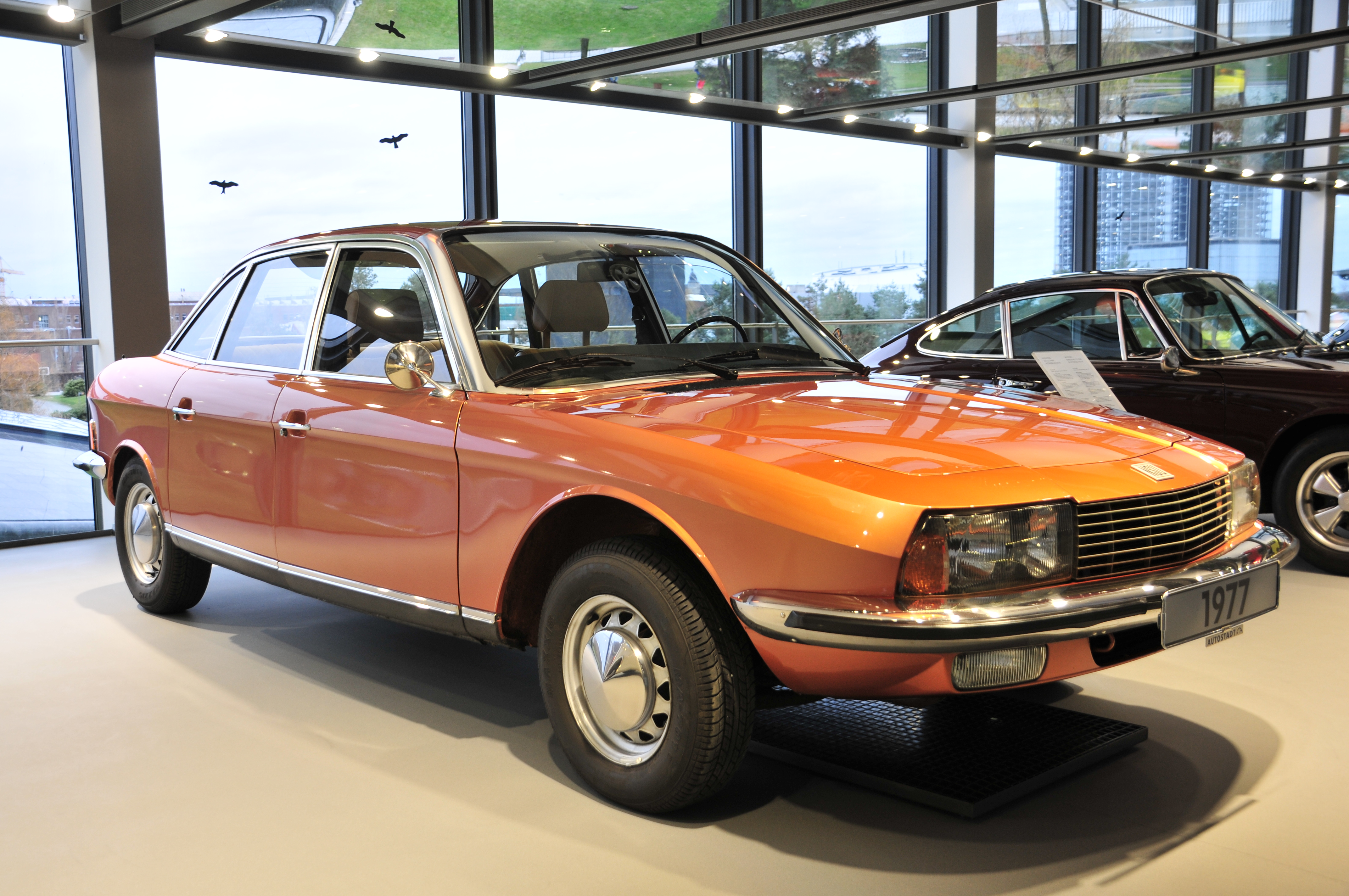
NSU Ro 80 z 1977 roku w Autostad Museum

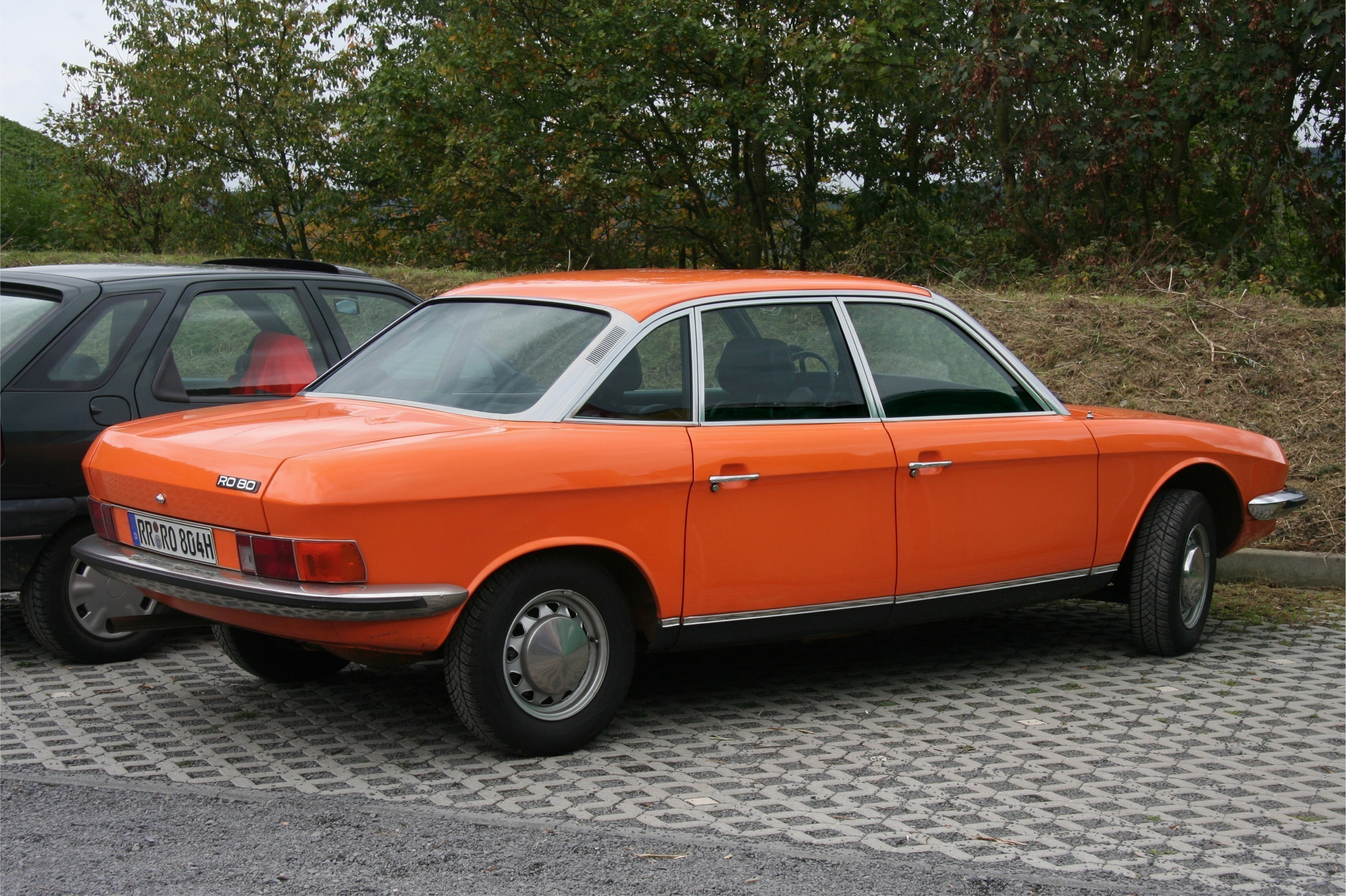
NSU Ro 80 - tył

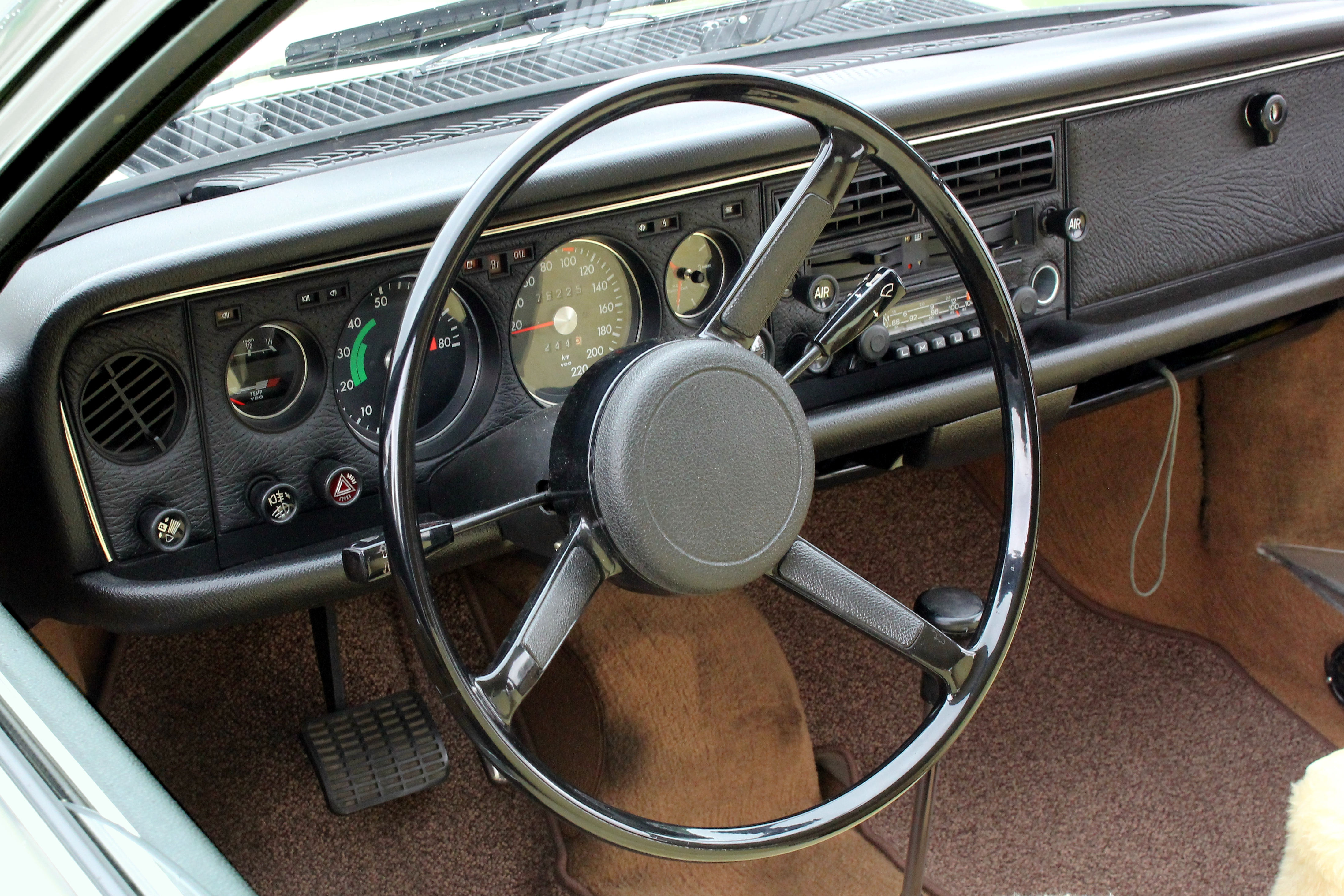
NSU Ro 80 - wnętrze

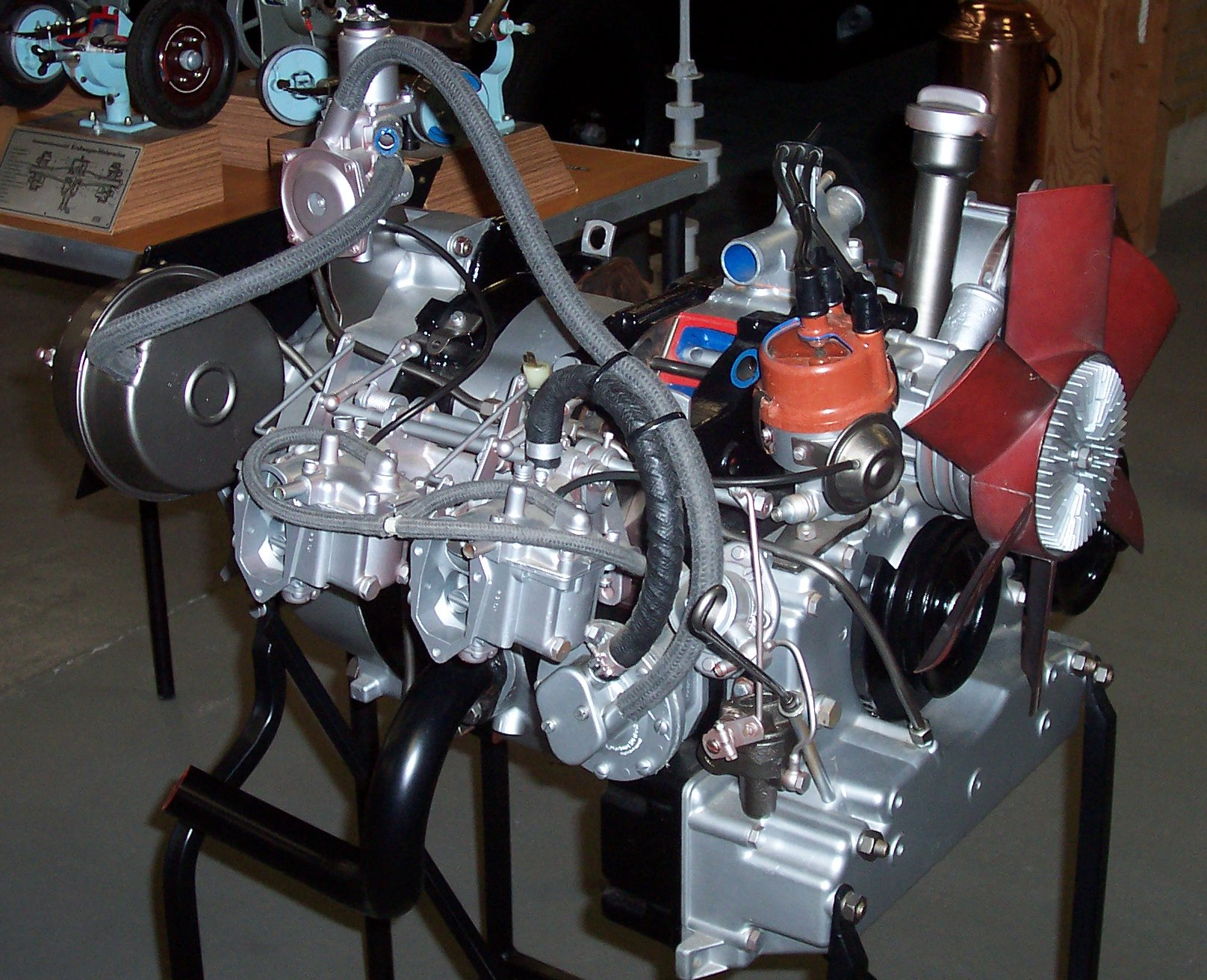
Silnik Wankla

## Historia i opis modelu
Historia powstania pojazdu sięga początku lat 60., kiedy to zarząd NSU postawił konstruktorom zadanie opracowania nowego pojazdu klasy średniej przy zastosowaniu opracowanego przez Felixa Wankla niewielkich rozmiarów, wyjątkowo cichego, wysokoobrotowego silnika z wirującym tłokiem. Początkowymi założeniami konstrukcyjnymi projektu było stworzenie limuzyny o ciężarze własnym 800 kg, mocy 80 KM oraz spalaniu 8 l/100 km, która cechować się będzie ponadprzeciętnym współczynnikiem oporu dynamicznego. Cena pojazdu wynosić miała nie więcej niż 8 tysięcy marek.
Opracowanie karoserii pojazdu powierzono zespołowi prowadzonemu przez Claus'a Luthe, a jedynym warunkiem firmy NSU było, aby model był większy od Forda 12M. Prace postępowały bardzo szybko, dzięki czemu we wrześniu 1963 roku gotowy był drewniany model pojazdu w skali 1:1. Pierwotny projekt wnętrza pojazdu, kierownictwo NSU potraktowało za zbyt nowoczesny dlatego zmieniono je w taki sposób, aby odpowiadało klientom o konserwatywnym guście. Charakterystycznym elementem prototypu była umieszczona za szkłem przednia tablica rejestracyjna, która ostatecznie nie trafiła do produkcji seryjnej. 
Oficjalny projekt pojazdu został zatwierdzony w maju 1964 roku, a rozpoczęcie produkcji zaplanowano na rok 1966. Testowanie prototypów rozpoczęto w 1966 roku, a zaprojektowane nadwozie poddane zostało testom aerodynamicznym, dzięki którym po drobnych korektach osiągnęło niski współczynnik oporu aerodynamicznego wynoszący 0,355. Produkcję pojazdu rozpoczęto latem 1967 roku, a we wrześniu 1967 roku podczas targów motoryzacyjnych we Frankfurcie odbyła się oficjalna prezentacja pojazdu. 
Podczas prac konstrukcyjnych, okazało się, że model będzie cięższy niż zakładano dlatego podjęta została decyzja o zwiększeniu mocy napędu pojazdu. Ostatecznie wybrana została wersja opracowanego dwutłokowego silnika Wankla o pojemności 2x497 cm3, który osiągał moc 115 KM i przenosił moc na przednią oś pojazdu za pomocą 3-biegowej półautomatycznej skrzyni biegów. Wszystkie koła pojazdu otrzymały hamulce tarczowe, niezależne zawieszenie przednie i tylne oraz kolumny MacPhersona z przodu. Za bezpieczeństwo pojazdu odpowiadały specjalnie zaprojektowane kontrolowane strefy zgniotu.
Zaprojektowane w latach 60. auto wyróżniało się ponadczasową stylistyką nazwaną „Keilform” (forma klina), która została zaczerpnięta przez innych producentów samochodów. 
Wraz ze stopniowym wzrostem zadłużenia NSU Motorenwerke rosła wysoka zawodność silnika występująca we wczesnych wersjach pojazdu. Wysokie nakłady finansowe jakie NSU poniosło na badania nad silnikiem Wankla oraz wprowadzeniem do produkcji pojazdu spowodowały, że 21 sierpnia 1969 roku marka połączyła się z Audi tworząc spółkę Audi NSU Auto Union AG z siedzibą w Neckarsulm w której niecałe 60% akcji posiadał koncern Volkswagen AG. W 1977 roku produkcję pojazdu zakończono po wyprodukowaniu 37 398 egzemplarzy.
W 1968 roku pojazd otrzymał tytuł Europejskiego Samochodu Roku.

### Silnik
| Silnik | Pojemność skokowa [cm³] | Typ silnika                                | Układ zasilania   | Stopień sprężania | Moc maksymalna [KM] przy obr./min | Maks. moment obrotowy [Nm] przy obr./min | Przyspieszenie 0-100 km/h [s] | Prędkość maks. [km/h] |
| ------ | ----------------------- | ------------------------------------------ | ----------------- | ----------------- | --------------------------------- | ---------------------------------------- | ----------------------------- | --------------------- |
| 1.0    | 995                     | Silnik z tłokiem obrotowym (Silnik Wankla) | dwa gaźniki Solex | 9,0:1             | 116 (85)/5500                     | 165/4500                                 | 14,2                          | 188                   |

### Wyposażenie
Standardowe wyposażenie pojazdu obejmowało m.in. wspomaganie kierownicy oraz 14-calowe ogumienie radialne. Auto wyposażone mogło być także m.in. w radio, skórzaną tapicerkę oraz światła przeciwmgłowe.